# Visans vänner
Samfundet Visans vänner, oftast benämnt bara Visans vänner är ett samfund bildat 1936 av bland andra Evert Taube, skeppsredare Sven Salén och borgmästare Gunnar Fant. Syftet med samfundet är att värna visan och odla visan som konstart. Föreningar med samma syfte och liknande namn har senare grundats också på andra håll.
Samfundets motto är Livsglädje och kamratskap med sångens, enkannerligen visans hjälp och de arbetar efter devisen Visor är inte finkultur, men kultur när den är som finast.

## Lokalföreningar
Förutom själva samfundet i Stockholm, finns ett antal lokala föreningar:
- Visans Vänner i Båstad
- Visans Vänner i Göteborg
- Visans Vänner i Helsingborg
- Visans Vänner i Hässleholm
- Visans Vänner i Karlshamn
- Visans Vänner i Karlskrona
- Visans Vänner i Katrineholm
- Visans Vänner i Skaraborg
- Visans Vänner i Mölndal
- Visans Vänner i södra Skåne
- Visans Vänner i Sölvesborg
- Visans Vänner på Tjörn, som arrangerar Tjörns visfestival
- Visans Vänner i Umeå, som arrangerar Visfestival Holmön
- Visans Vänner i Västerås[2]
- Visans Vänner i Örebro län (föreningen är numera nedlagd)[3]
- Samfundet Visans Vänner i Uddevalla med omnejd instiftat av Evert Taube 12 mars 1945

## Samfundets preses
- 1936–1966 Gunnar Fant
- 1966–1967 Hjalmar Casserman
- 1967–1972 Lennart Falk (Pim Pim)
- 1972–2005 Bo Sundblad
- 2005–nutid Jan-Olof Andersson